# 伊勢志摩ユースホステル
伊勢志摩ユースホステル（いせしまユースホステル）は日本ユースホステル協会に加盟している三重県志摩市磯部町穴川のユースホステル。1963年（昭和38年）12月22日開設。

## 設備
ゲストルーム、駐車場、自炊室、会議室、洗濯機、衣類乾燥機あり。1992年（平成4年）8月に改築が行われている。

### 利用者層・待遇
- 個人や小グループ、団体の利用に適している。宿泊客は志摩スペイン村へ行く親子連れが多い[3]。
- 余裕があればグループで一室利用可
- 荷物預かりあり

### 乗用ミニ鉄道
鉄道ファンである経営者がユースホステル前の土地に鉄道を敷設し、2016年（平成28年）7月30日に「開通」した。この鉄道は「伊勢志摩鉄道ループライン」と命名され、5インチ（127mm）ゲージの上をモーター駆動の3両編成の列車が走行する。車両は帝都高速度交通営団で使われていたものを模しており、1両当たり3人乗車できる。車両とレールは鉄道模型メーカーへの特注品である。
開通時は玄関から駐車場までの35mの直線区間の運行であったが、周回できるように「延伸」を続け、同年11月29日にひょうたん型のループラインが完成した。ループライン完成後も緑のトンネルの設置、鉄道信号機・踏切の整備を行って鉄道設備の充実を図っており、更なる延伸構想もある。
グループや家族などで宿泊する場合は無料で乗車できる。予約すれば有料で宿泊せずとも利用できる。

## 周辺
- スポーツ施設：志摩市磯部ふれあい公園・三重県営総合競技場・伊勢市市営庭球場・鳥羽中央公園など
- 温泉：志摩温泉郷（浜島温泉など）
- 志摩スペイン村
- 伊雑ノ浦・的矢湾
- 道の駅伊勢志摩

## 休館
毎月2 - 3日（不定休）、臨時休館あり

## アクセス
当施設は三重県道61号磯部大王線から少し南下した高台の上にある。
- 近鉄志摩線穴川駅下車、徒歩12分（1km）
- 近鉄志摩磯部駅よりタクシー5分（3km）
  - JR線利用の場合は鳥羽または伊勢市で近鉄線（賢島行き）に乗り換える。
- 三重交通バス「穴川駅口」下車、徒歩約14分（約1.2km）